# 中正剑

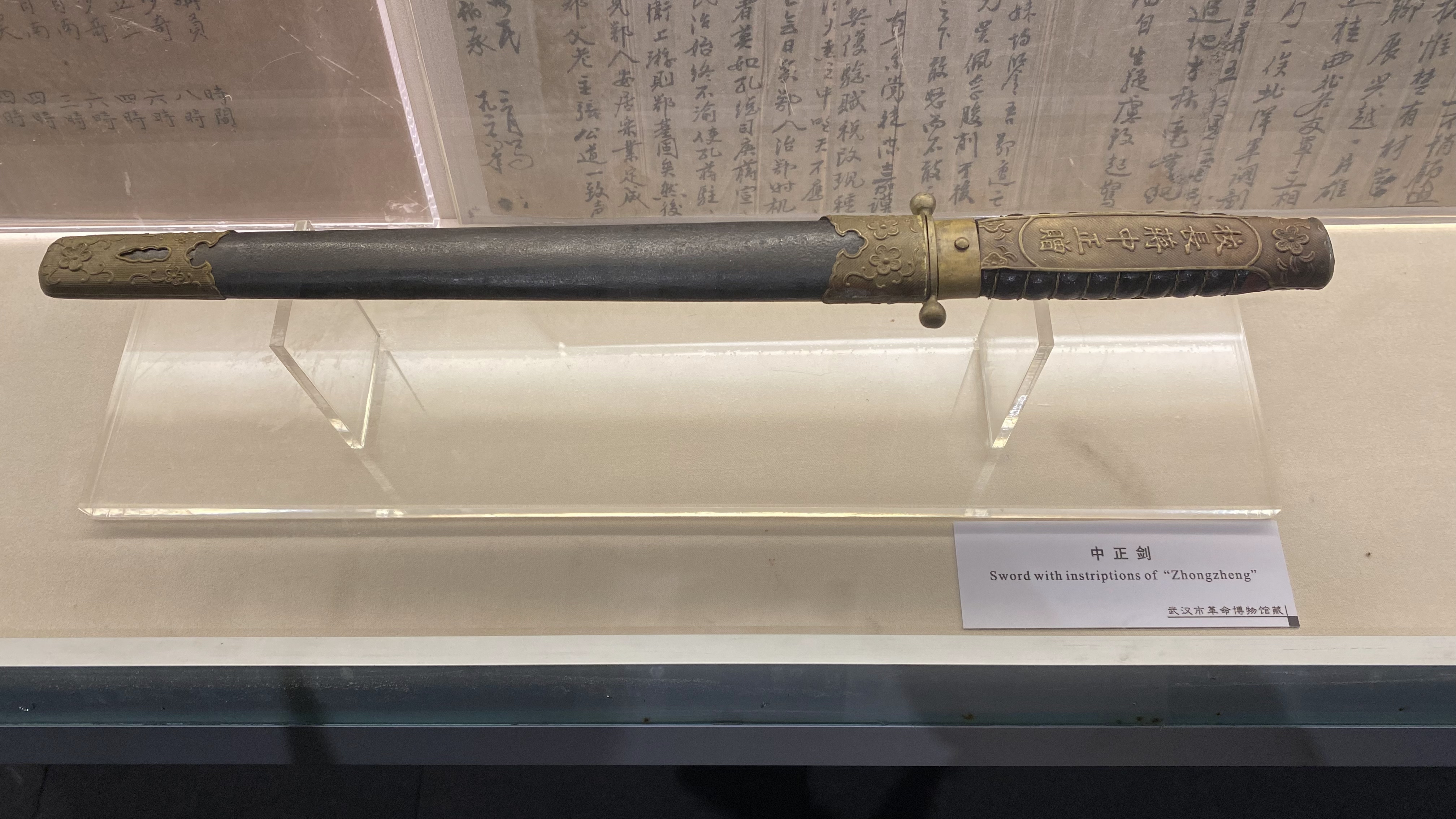
武汉市革命博物馆藏中正剑

中正劍是中華民國時期蔣中正授予黃埔軍校學員、得力有功人員的隨身短劍，為中華民國國民革命軍的榮譽象徵，在國民黨高級將領中得到這把劍的也是寥寥無幾。
蔣介石名中正，在1908年赴日本留學期間對日本軍人的劍道及武士道精神十分欣賞，後在任黃埔軍校校長期間創製此劍，頒發給黃埔軍校畢業生；因劍柄上刻有「蔣中正贈」字樣而被稱為「中正劍」，另劍身上刻有「成功成仁」字樣而又被叫做「成仁劍」。